# (32955) 1996 HC2
1996 إتش سي 2 (ويعرف أيضًا باسم (32955) 1996 إتش سي 2 وفق تسمية الكوكب الصغير) (بالإنجليزية: 1996 HC2)‏ هو كويكب ضمن حزام الكويكبات؛ وترتيبه 32955 من حيث الاكتشاف.
اكتُشف هذا الجُرم الفلكي بواسطة Yasukazu Ikari ‏ في 24 أبريل 1996.

## وصلات خارجية
- (32955) 1996 HC2 في قاعدة بيانات مختبر الدفع النفاث لأجرام النظام الشمسي الصغيرة

- الاكتشاف · مخطط المدار ·  العناصر المدارية · المعلمات المادية

- (32955) 1996 HC2 على موقع ويكي سكاي: DSS2, SDSS, GALEX, IRAS, Hydrogen α, X-Ray, Astrophoto, Sky Map, Articles and images